# فسيفساء الموسيقار الأسطوري

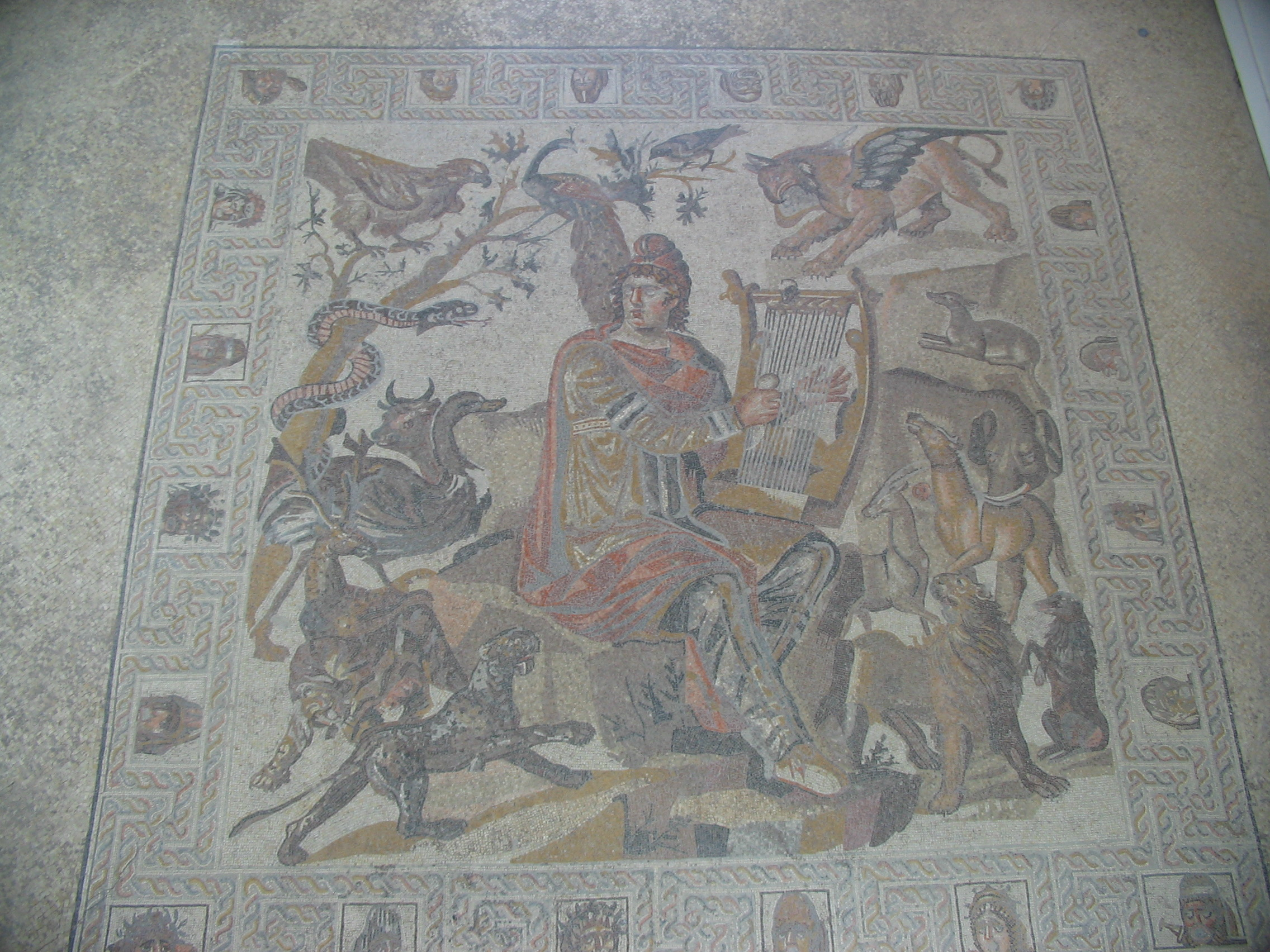
لوحة الموسيقار الأسطوري

فسيفساء الموسيقار الأسطوري هي أحد اللوحات الأثرية الرومانية الموجودة في متحف شهبا في سوريا، والتي يعود تاريخ إنشاؤها إلى منتصف القرن الثالث الميلادي.

## الوصف

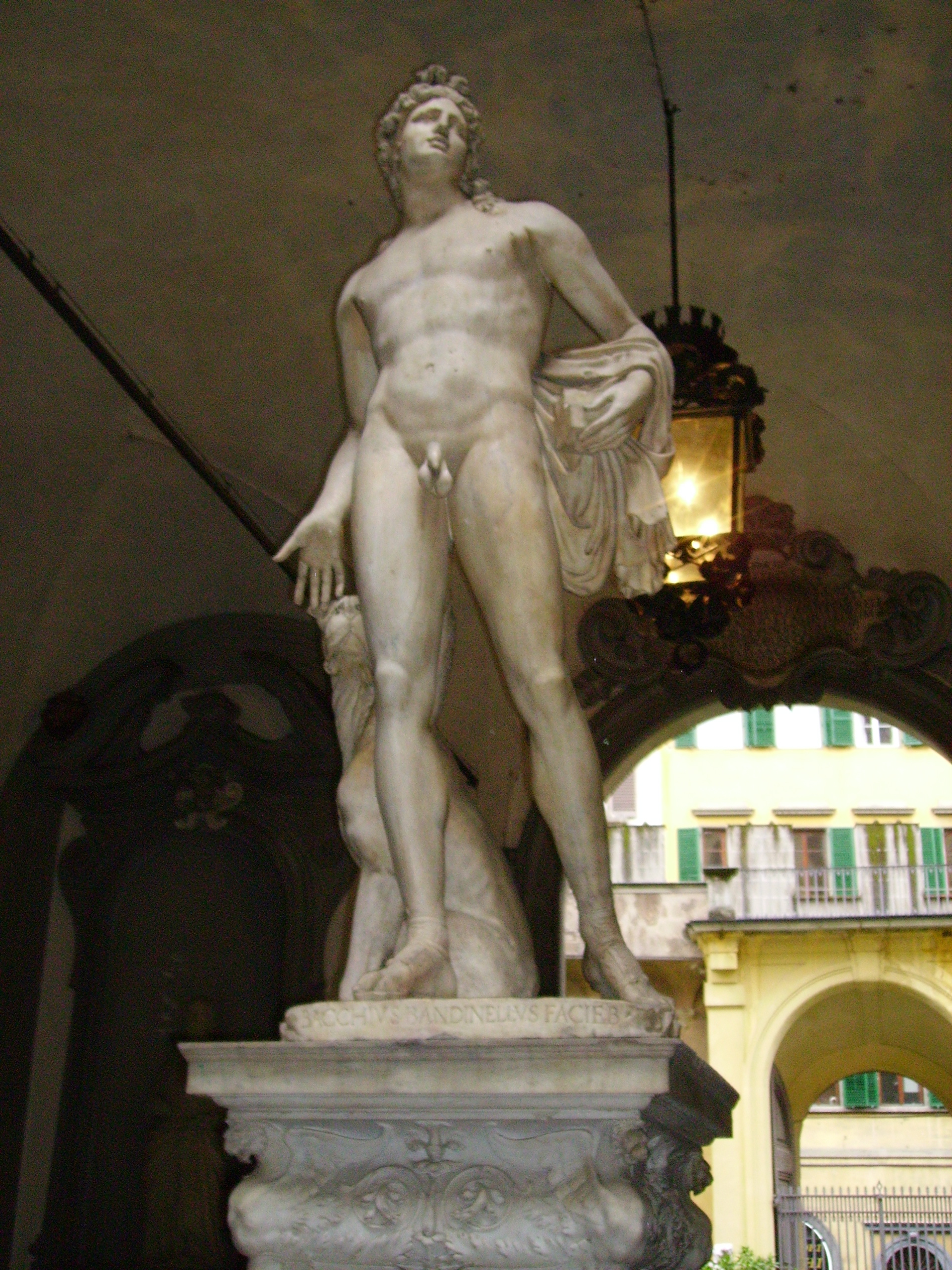
مجسم للموسيقار أورفيوس

تصور اللوحة الموسيقي الأغريقي وأحد شعراء اليونان الأسطوريين أورفيوس يعزف الموسيقى على صخرة وتحيط به الحيوانات المنسجمة مع أنغامه، تضم اللوحة رسوما للطاووس، النمر، النسر، الافعى، الآوزة، الغزال، الحصان، الفأر، الثور، الفيل، الكلب، الفهد، والعصفور.

## الاكتشاف
تعد فسيفساء الموسيقار الأسطوري إلى جانب ثلاث لوحات أخريات هي من ضمن الآثار المكتشفة عام 1963 في موقع قرب الحمامات الأثرية الكبرى في محافظة السويداء في سوريا، والذي أصبح فيما بعد متحف يضم هذه اللوحات الأربع يسمى متحف شهبا.